# Мак-Мердо (кратер)
Мак-Мердо — це кратер, розташований у квадранглі Mare Australe, на рівнині Planum Australe на планеті Марс, за координатами 84,4° пд. ш., та 359,1° зх.д. Його діаметр становить 30.3 км, а назва походить від назви дослідницької станції Мак-Мердо, що в Антарктиці.
Кратер Мак-Мердо є найбільшим, і порівняно молодим кратером у південному полярному регіоні Марса. Вчені розглядають його та суміжні з ним вторинні кратери як важливі стратиграфічні маркери, які допоможуть дослідити геологічну історію регіону.